# Les Vivants et les Morts (film, 1964)
Pour les articles homonymes, voir Les Vivants et les Morts.
Pour plus de détails, voir Fiche technique et Distribution.
Les Vivants et les Morts, également connu sous le titre Les Mois les plus longs (en russe : Живые и мёртвые, Zhivye i myortvye) est un film soviétique d'Aleksandr Stolper sorti en 1964, adapté d'après le roman du même nom de Constantin Simonov,,,,.

## Synopsis
Le film commence aux premiers jours de ce qu'en URSS et maintenant en Russie on appelle la "Grande Guerre patriotique". Il se termine au milieu de l'hiver 1941-1942, avant le début de la contre-attaque soviétique près de Moscou. 
En vacances, Ivan Sintsov (Kirill Lavrov), correspondant du journal militaire de l'armée, est revenu dans son unité stationnée en Biélorussie dès le début de la guerre. Cependant, il ne peut la rejoindre dans les premiers jours, en raison de l'assaut des troupes soviétiques qui se retirent devant la Wehrmacht. Il se retrouve alors dans la ville de Borisov. Là, il est envoyé au quartier général avec un autre officier. Ils se mettent en route à distance les uns des autres pour se rendre à Orsha. Mais l’armée de l’air allemande attaque et son compagnon et la voiture qu’il vient d’arrêter reçoivent une bombe. Sintsov rencontre le correspondant d'un autre journal militaire à Mogilev, puis se retrouve à Yelnia en octobre 1941.

## Fiche technique
- Titre : Les Vivants et les Morts ou Les Mois les plus longs
- Titre original : Живые и мёртвые, Zhivye i myortvye
- Réalisation : Aleksandr Stolper
- Scénario : Constantin Simonov, Aleksandr Stolper
- Photographie : Nikolaï Olonovski
- Direction artistique : Stalen Volkov
- Montage : Ekaterina Ovsiannikova
- Assistant réalisateur : Levon Kotcharian
- Caméra : Viktor Cheïnine
- Costumes : Ganna Ganevskaïa
- Son : Viatcheslav Lechtchev
- Producteur exécutif : Lazare Milkis (ru)
- Société de production : Mosfilm
- Genre : drame, film de guerre
- Pays de production : URSS
- Format : noir et blanc - Mono - 2.35 : 1
- Durée : 188 minutes
- Date de sortie : 18 février 1964

## Distribution
- Kirill Lavrov : Ivan Sintsov, commissaire politique
- Anatoli Papanov : général-major Fedor Serpiline
- Alekseï Glazyrine : Aleksei Malinine, commissaire politique
- Oleg Efremov : capitaine Ivanov
- Liudmila Krylova : Tatiana Ovsiannikova, médecin militaire
- Lev Liubetski : commissaire Sergueï Chmako
- Liudmila Liubimova : Macha Sintsova
- Vassili Makarov : colonel Zaïtchikov
- Roman Khomiatov : Liucine, correspondant de guerre
- Boris Tchirkov : Gavrila Biriukov, invalide
- Oleg Tabakov : lieutenant Kroutikov
- Mikhaïl Oulianov : chef de l'état-major Sergueï Filipovitch
- Raïssa Kourkina : femme du colonel Baranov
- Mikhaïl Glouzski : général-major Orlov
- Vladimir Vyssotski : soldat (non crédité)
- Lioubov Sokolova : infirmière (non crédité)
- Viktor Avdyushko